# 9069 Hovland
9069 Hovland (1993 OV) là một tiểu hành tinh vành đai chính bên trong được phát hiện ngày 16 tháng 7 năm 1993 bởi Eleanor F. Helin ở Palomar.